# Кубок мира по фехтованию 2012
Кубок мира по фехтованию 2012 — соревнования по фехтованию, проводившиеся в 41-й раз и проходившие по программе Кубка мира в сезоне 2011/2012.